# Pontos de magia

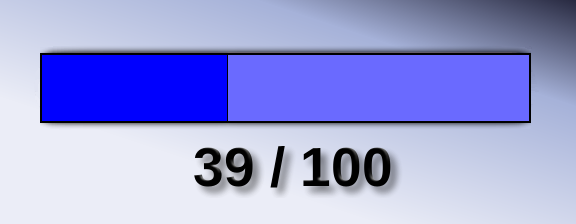
Exemplo de uma barra indicativa de pontos de magia.

Magic points (MP), Spirit points, Stamina points, Spell Points, Mana Points ou Skill points (SP) se refere a força ou energia usada para conjurar/executar habilidades, magias e afins no mundo dos RPGs e RPGs eletrônicos.